# Varbro kvarn

Varbro kvarn är en kvarn i Varbroån, Sköldinge socken, Katrineholms kommun.
Det fyra meter höga fallet i ån vid Varbro har utnyttjats för kvarndrift åtminstone sedan 1600-talet, och har även utnyttjats för andra ändamål. Den nuvarande kvarnbyggnaden, ett putsat stenhus, uppfördes 1783 och var i drift fram till 1967. Intill kvarnen ligger mjölnarbostaden och kvarnstallet i en lång låg länga. Här finns även byggnader till den vattensåg som tidigare låg på samma plats.